# IndiGo
A IndiGo Airlines é uma companhia aérea de baixo custo da Índia com base em Gurgaon. Atualmente tem 74 destinos na Índia. Seu aeroporto principal ó o Aeroporto Internacional Indira Gandhi.

## Frota

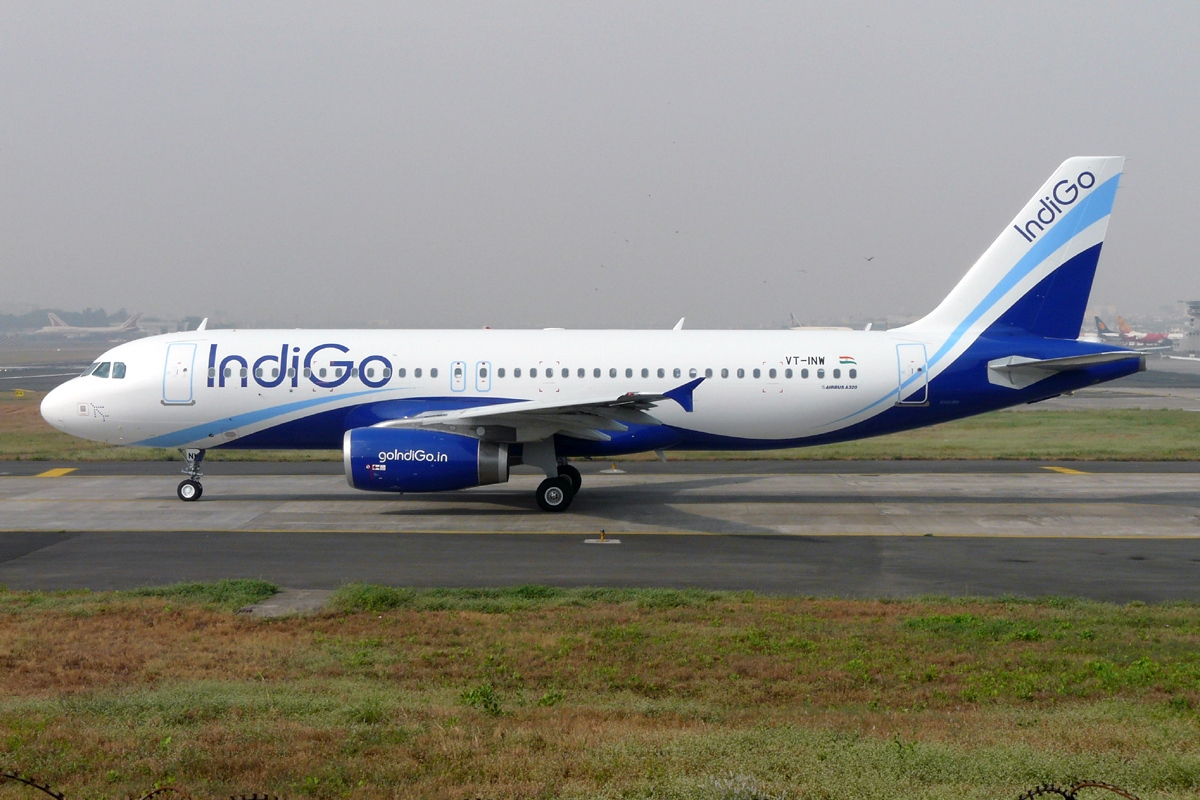
Airbus A320 da IndiGo Airlines.

Em setembro de 2020, a IndiGo Airlines tem 263 aeronaves:
| Tipo aeronave       | Ativo | Pedido | Comentários                            |
| ------------------- | ----- | ------ | -------------------------------------- |
| ATR 72              | 25    | 07     |                                        |
| Airbus A320-100/200 | 103   | 0      | parcialmente com assentos-cama         |
| Airbus A320neo      | 114   | 02     | IndiGo é cliente de lançamento A320neo |
| Airbus A321neo      | 21    | 04     |                                        |
| Boeing 777-300ER    | 02    | 02     | Arrendados da Turkish Airlines         |
| Total               | 265   | 15     |                                        |